# بطولة كرة القدم الألمانية 1939
بطولة كرة القدم الألمانية 1939 (بالألمانية: Deutsche Fußballmeisterschaft 1938/39)‏ هو الموسم 32 من بطولة كرة القدم الألمانية ‏. أقيم خلال الفترة 2 أبريل 1939 وحتى 18 يونيو 1939، وأشرف على تنظيمه اتحاد ألمانيا لكرة القدم، وكان عدد الأندية المشاركة فيه 18، وفاز فيه شالكه 04.